# 149 Медуза
149 Медуза (149 Medusa) — астероїд головного поясу, відкритий 21 вересня 1875 року.